# Глущук Юрій Русланович
Юрій Русланович Глущук (нар. 16 січня 1995, Київ, Україна) — український футболіст, півзахисник футбольного клубу «Буковина».

## Клубна кар'єра

### «Шахтар» та «Шахтар-3»
Вихованець футбольних клубів «Добро» (Київ)У 2012 році потрапив до системи донецького «Шахтаря». Виступав за гірників у молодіжному чемпіонаті України. Зіграв також 2 поєдинки на груповому етапі юнацької ліги УЄФА. У складі юнацьких та молодіжних команд донецького «Шахтаря» виступав до початку 2018 року, за цей час у молодіжних чемпіонатах України зіграв 99 матчів та відзначився 22-а голами.
Напередодні початку сезону 2014/15 років був переведений до «Шахтаря-3», який виступав у Другій лізі чемпіонату України. Дебютував у складі третьої команди «гірників» 27 серпня 2014 року в нічийному (2:2) домашньому поєдинку 5-го туру другої ліги проти київського «Оболонь-Бровара». Глущук вийшов на поле в стартовому складі, на 49-й хвилині отримав жовту картку, а на 52-й хвилині був замінений Василем Штандером. Дебютним голом у футболці третьої команди донецького клубу відзначився 5 жовтня 2014 року на 70-й хвилині програного (2:3) виїзного поєдинку 11-о туру другої ліги чемпіонату України проти херсонського «Кристалу». Юрій вийшов на поле в стартовому складі, а на 80-й хвилині матчу його замінив Артем Іванов. Загалом у першій частині сезону 2014/15 років у футболці «Шахтаря-3» зіграв 12 матчів та відзначився 3-ма голами.

### «Іллічівець»
Влітку 2015 року головним тренером маріупольського «Іллічівця» було призначено Валерія Кривенцова, який почав запрошувати до маріуполя молодих талановитих гравців донецького «Шахтаря», серед них був і Юрій Глущук. У липні 2015 року разом з маріупольцями відправився на товариський турнір в Одесі А в середині липня 2015 року був внесений до заявки команди для участі в Першій лізі чемпіонату України. Дебютував у складі маріупольців 26 липня 2015 року в переможному (2:1) домашньому поєдинку 1-го туру Першої ліги проти криворізького «Гірника». Глущук вийшов на поле в стартовому складі, а на 90-й хвилині його замінив Дмитро Скоблов. З самого початку проявив себе дуже вдало, потрапивши до символічної збірної першого туру Першої ліги, на позиції правий захисник, за версією інтернет-видання UA Футбол. У травні 2016 року, після вдалої гри проти ФК «Полтави» потрапив до «команди тижня», на позиції центральний півзахисник, за версією цього ж видання. У складі маріупольців у Першій лізі зіграв 23 поєдинки, ще 1 матч провів у кубку України. По завершенні орендної угоди, в липні 2016 року, повернувся до складу донецького «Шахтаря».

### «Ворскла» та продовження
Наприкінці січня 2018 року відправився на перегляд до клубу української Прем'єр-ліги «Ворскла» (Полтава), а в середині лютого того ж року підписав 1-річний контракт з полтавською командою. А 14 лютого потрапив до заявки «Ворсклу» на другу частину сезону 2017/18 років (до списку «А»). Дебютував у футболці «ворсклян» 25 лютого 2018 року в програному (0:3) виїзному поєдинку 21-го туру УПЛ проти луганської «Зорі». Глущук вийшов на поле на 78-й хвилині, замінивши Юрія Коломойця. Це була його єдина гра в рамках найвищого дивізіону. Далі у кар'єрі гравця були «Кремінь» у 2019 і не тривалий вояж до клубу Вірменії: «Локомотив» у 2020 році. А сезон 2020/21 провів у друголіговій команді «Рубікон».

### «Олімпік» та «Епіцентр»
Сезон 2021/22 розпочав у першоліговій команді: «Олімпік» (Донецьк) — де загалом провів 16 офіційних матчів у всіх турнірах. Після початку повномасштабного російського вторгнення в Україну не надовго виїхав до Польщі, до аматорської команди з міста Козениці. Перед стартом 2022/23 сезону став гравцем клубу-дебютанта першої української ліги «Епіцентр», у якому провів два наступні сезони. У футболці клубу з Кам'янця-Подільського загалом зіграв 51 поєдинок у всіх турнірах і записав до свого активу два м'ячі та дві результативні передачі.

### «Буковина»
Із липня 2024 року гравець футбольного клубу «Буковина».

## Кар'єра в збірній
Наприкінці травня 2013 року отримав виклик до юнацької збірної України (U-18) для підготовки до товариських матчів з юнацькою збірною Молдови (U-18). Юрій вийшов на поле в стартовому складі та відіграв 46 хвилин в другому контрольному поєдинку проти однолітків з Молдови, який відбувся 4 червня. Українці в тому поєдинку здобули перемогу з рахунком 8:0.
На початку січня 2015 року головний тренер молодіжної збірної України Сергій Ковалець викликав Юрія для участі в товариському турнірі Enda Cup, який проходив у Туреччині, проте в складі української «молодіжки» так і не зіграв жодного поєдинку. На початку березня 2015 року потрапив до розширеного списку гравців «молодіжки».